# Anna Akhcharoumova
Anna Markovna Akhcharoumova (en russe : Анна Марковна Ахшарумова, en anglais Anna Aksharumova) est une joueuse d'échecs soviétique puis américaine née le 9 janvier 1957 à Moscou. Grand maître international féminin depuis 1989, elle a remporté le championnat d'URSS à deux reprises (en 1976 et 1984) et fut championne des États-Unis en 1987 en remportant toutes ses parties.

## Biographie et carrière
Akhcharoumova remporta le championnat d'URSS féminin en 1976 ET 1984. En 1979, elle fit la demande avec son mari Boris Goulko, également joueur d'échecs, d'émigrer en Israël et pour cette raison fut interdite de disputer des tournois à l'étranger. En 1986, ils s'installèrent aux États-Unis. En 1987, Anna Akhcharoumova remporta le championnat des États-Unis. Dans les années 1990, elle représenta les États-Unis lors de trois olympiades.